# Prolaktin
Prolaktin je hormon kojeg izlučuje hipofiza, žlijezda smještena na bazi mozga. On je polipeptid sastavljen od 198 aminokiselina, molarne mase oko 20.000 daltona. Sintetizira se u adenohipofizi i izlučuje u krv. Tijekom trudnoće prolaktin ima utjecaja na metabolizam majke i fetusa, a u kasnijoj trudnoći i nakon porođaja stimulira sintezu i izlučivanje mlijeka. U vrijeme dojenja podražaj bradavice je glavni stimulans sinteze i izlučivanja prolaktina te stoga dojenje potiče laktaciju. U muškaraca LSH posredno djeluje na metabolizam soli i vode, a neposredno na funkciju testisa i sekundarne spolne žlijezde (prostata i seminalni vezikuli). 
Povišenu koncentraciju ovog hormona možemo naći u serumu kod više od 40% svih amenoreja. Povišena koncentracija prolaktina u serumu može biti uzrokovana inhibitorima dopamina, hipotireozom, adenomom hipofize, a također postoji i nasljedna hiperprolaktinemija.
Vrijednosti prolaktina snižene su kod karcinoma dojke, hipofunkcije štitnjače, shizofrenije, paranoidnih stanja i drugih psihoza, te kod anoreksije, depresije, artritisa i bulimije.

## Referentne vrijednosti
- Referentne vrijednosti se kod muškaraca kreću od 53 - 360 mIU/L, a kod žena su referentne vrijednosti od 40 - 530 mIU/L.